# Xã Wooster, Quận Wayne, Ohio
Xã Wooster (tiếng Anh: Wooster Township) là một xã thuộc quận Wayne, tiểu bang Ohio, Hoa Kỳ. Năm 2010, dân số của xã này là 4.694 người.